# Pallacanestro Trapani 2022-2023
Questa voce raccoglie le informazioni riguardanti la Pallacanestro Trapani nelle competizioni ufficiali della stagione 2022-2023.

## Verdetti stagionali
Competizioni nazionali
- Serie A2:

Stagione regolare: 8ª su 13 squadre nel Girone Verde;
Seconda fase: 5ª nel Girone bianco;
Supercoppa LNP: Quarti di finale.

## Stagione
La stagione 2022-2023 della Pallacanestro Trapani sponsorizzata 2B Control, è la 17ª nel secondo campionato italiano di pallacanestro, la Serie A2.
Ad inizio stagione, la formazione siciliana conferma Daniele Parente come capo allenatore, al quale si affianca il nuovo assistente Alex Latini.

## Divise di gioco
Il fornitore ufficiale di materiale tecnico per la stagione 2022-2023 è Erreà.
| Casa | Trasferta |

## Organigramma societario
Aggiornato al 22 agosto 2022.
Area dirigenziale
- Presidente: Pietro Basciano
- Vicepresidente: Fabrizio Giacalone
- Direttore generale: Valentino Renzi
- General Manager: Nicolò Basciano
- Team Manager: Luca Lazzarone
- Direttore amministrativo: Stefano Di Bono
- Responsabile comunicazione: Dario Gentile
- Addetto agli arbitri: Maurizio Felice

Area tecnica
- Allenatore: Daniele Parente
- Assistente: Alex Latini
- Assistente: Andrea Anteri
- Addetto statistiche: Sergio Solina
- Preparatore atletico: Salvatore Sorrentino
- Responsabile Area Sanitaria: Rino Barbiera
- Medico sociale: Salvo De Caro
- Ortopedia e traumatologia: Marco Russo
- Fisioterapista: Marco Madau
- Responsabile settore giovanile: Giorgio Bonanno

## Roster
Aggiornato al 31 marzo 2023
| Pallacanestro Trapani 2022-23 | Pallacanestro Trapani 2022-23 |
| Giocatori                     | Staff tecnico                 |
| ----------------------------- | ----------------------------- |

| N. | Naz.                   | Ruolo | Nome                         | Anno | Alt.   | Peso   |  |
| -- | ---------------------- | ----- | ---------------------------- | ---- | ------ | ------ |  |
| 3  | Italia (bandiera)      | P     | Salvatore Basciano           | 2002 | 177 cm | 61 kg  |  |
| 5  | Italia (bandiera)      | C     | Andrea Renzi (dal 19/1/2023) | 1989 | 206 cm | 110 kg |  |
| 6  | Italia (bandiera)      | G     | Marco Rupil                  | 2001 | 194 cm | 78 kg  |  |
| 7  | Italia (bandiera)      | A     | Giovanni Minore              | 2003 | 200 cm | 93 kg  |  |
| 9  | Italia (bandiera)      | G     | Gabriele Romeo               | 1997 | 176 cm | 80 kg  |  |
| 14 | Italia (bandiera)      | AP    | Vincenzo Guaiana             | 2000 | 195 cm | 88 kg  |  |
| 16 | Serbia (bandiera)      | G     | Veljko Dancetovic            | 2004 | 193 cm | 90 kg  |  |
| 17 | Bielorussia (bandiera) | C     | Kiryl Tsetserukou            | 2001 | 201 cm | 92 kg  |  |
| 18 | Italia (bandiera)      | AP    | Marco Mollura (C)            | 1993 | 196 cm | 90 kg  |  |
| 22 | Italia (bandiera)      | P     | Federico Massone             | 1998 | 191 cm | 75 kg  |  |
| 35 | Bulgaria (bandiera)    | A     | Martin Kovachev              | 2004 | 204 cm | 87 kg  |  |
| 44 | Stati Uniti (bandiera) | A     | Steven Davis (dal 2/3/2023)  | 1993 | 204 cm | 100 kg |  |

| Allenatore                                                                            |
| b Daniele Parente                                                                     |
| Assistente/i                                                                          |
| Alex Latini Andrea Anteri Legenda - (C) Capitano - (IN) Inattivo - Infortunato Roster |

## Mercato

### Sessione estiva
| Arrivi | Arrivi            | Arrivi           | Arrivi     |
| R      | Nome              | da               | Modalità   |
| ------ | ----------------- | ---------------- | ---------- |
| C      | Myles Carter      | Keravnos         | Definitivo |
| G      | Marco Rupil       | G.M. OrziBasket  | Definitivo |
| A      | Omar Dieng        | Sebastiani Rieti | Definitivo |
| G/AP   | De'Riante Jenkins | Luleå            | Definitivo |
| C      | Kiryl Tsetserukou | Chieti 1974      | Definitivo |

| Partenze | Partenze        | Partenze          | Partenze       |
| R        | Nome            | a                 | Modalità       |
| -------- | --------------- | ----------------- | -------------- |
| AC       | Ygor Biordi     | Fortitudo Bologna | Definitivo     |
| A        | Çelis Taflaj    | Basket Torino     | Definitivo     |
| G        | Simone Tomasini | Sebastiani Rieti  | Definitivo     |
| P/G      | Sekou Wiggs     | Svincolato        | Fine contratto |
| C        | Elijah Childs   | Bakken Bears      | Definitivo     |
| A        | Valerio Longo   | Langhe Roero      | Definitivo     |

### Operazioni esterne alla sessione
| Arrivi | Arrivi           | Arrivi            | Arrivi     |
| R      | Nome             | da                | Modalità   |
| ------ | ---------------- | ----------------- | ---------- |
| AP     | Roberts Stumbris | Svincolato        | Definitivo |
| C      | Andrea Renzi     | Viola R. Calabria | Definitivo |
| A      | Steven Davis     | Svincolato        | Definitivo |

| Partenze | Partenze          | Partenze      | Partenze   |
| R        | Nome              | a             | Modalità   |
| -------- | ----------------- | ------------- | ---------- |
| G/AP     | De'Riante Jenkins | Svincolato    | Definitivo |
| A        | Omar Dieng        | Svincolato    | Definitivo |
| C        | Myles Carter      | Svincolato    | Definitivo |
| AP       | Roberts Stumbris  | Pall. Trieste | Definitivo |

## Risultati

### Campionato

#### Girone di andata
| Arbitri: | Perocco (Ponzano Veneto) Centonza (Grottammare) Spessot (Romans d'Isonzo) |

|                  |            |                |
| Massone 17       | Punti      | 26 Ambrosin    |
| Massone, Romeo 4 | Assist     | 4 Grande       |
| Carter 11        | Rimbalzi   | 8 Marfo        |
| Daniele Parente  | Allenatori | Devis Cagnardi |

| 9 ottobre 2022, ore 18:00 2ª giornata | Pall. Trapani | – | turno di riposo |  |

| Arbitri: | Ursi (Livorno) Miniati (San Giovanni Valdarno) Morassutti (Sassari) |

|                  |            |                 |
| Redivo 21        | Punti      | 19 Jenkins      |
| Ellis 5          | Assist     | 10 Massone      |
| Ellis 6          | Rimbalzi   | 11 Carter       |
| Andrea Valentini | Allenatori | Daniele Parente |

| Arbitri: | Dionisi (Fabriano) Maschietto (Treviso) Praticò (Reggio Calabria) |

|                 |            |              |
| Romeo 17        | Punti      | 21 Montano   |
| Massone 4       | Assist     | 7 Amato      |
| Jenkins 9       | Rimbalzi   | 11 Pullazi   |
| Daniele Parente | Allenatori | Davide Villa |

| Arbitri: | Yang Yao (Vigasio) Longobucco (Ciampino) Attard (Firenze) |

|                 |            |                 |
| Hunt 23         | Punti      | 17 Massone      |
| Rogić 13        | Assist     | 11 Massone      |
| Baldi Rossi 9   | Rimbalzi   | 7 Massone       |
| Romeo Sacchetti | Allenatori | Daniele Parente |

| Arbitri: | Radaelli (Rho) Tallon (Bologna) Grappasonno (Lanciano) |

|                    |            |                    |
| Carter 14          | Punti      | 19 Clark           |
| Massone, Mollura 5 | Assist     | 7 Marini           |
| Mollura 8          | Rimbalzi   | 9 Bruttini         |
| Daniele Parente    | Allenatori | Alessandro Finelli |

| Arbitri: | Dori (Mirano) Marzulli (Pisa) Attard (Priolo Gargallo) |

|             |            |                 |
| Wilson 22   | Punti      | 20 Massone      |
| Wilson 4    | Assist     | 5 Massone       |
| Innocenti 6 | Rimbalzi   | 9 Carter        |
| Luca Bechi  | Allenatori | Daniele Parente |

| Arbitri: | Vita (Ancona) Bartolini (Fano) Cassina (Desio) |

|                 |            |                     |
| Mollura 19      | Punti      | 13 Timperi          |
| Massone 6       | Assist     | 4 Zugno, Nonkovic   |
| Mollura 8       | Rimbalzi   | 5 Tucker            |
| Daniele Parente | Allenatori | Gabriele Ceccarelli |

| Arbitri: | Tirozzi (Bologna) Lupelli (Aprilia) Calella (Bologna) |

|                    |            |                    |
| Iannuzzi, Allen 20 | Punti      | 18 Massone         |
| Allen, Reati 3     | Assist     | 4 Massone, Guaiana |
| Iannuzzi 12        | Rimbalzi   | 7 Massone          |
| Alessandro Crotti  | Allenatori | Daniele Parente    |

| Arbitri: | Boscolo (Chioggia) Miniati (San Giovanni Valdarno) Attard (Priolo Gargallo) |

|                            |            |              |
| Mollura 20                 | Punti      | 13 Schina    |
| Stumbris, Massone, Romeo 3 | Assist     | 5 Schina     |
| 9 Mollura, Stumbris        | Rimbalzi   | 7 De Vico    |
| Daniele Parente            | Allenatori | Franco Ciani |

| Arbitri: | Salustri (Roma) D'Amato (Tivoli) Morassutti (Gradisca d'Isonzo) |

|              |            |                 |
| Eboua 16     | Punti      | 11 Stumbris     |
| Caroti 9     | Assist     | 3 Guaiana       |
| Eboua 7      | Rimbalzi   | 8 Carter        |
| Demis Cavina | Allenatori | Daniele Parente |

| Arbitri: | Ursi (Livorno) Tarascio (Priolo Gargallo) Picchi (Ferentino) |

|                 |            |                 |
| Mollura 17      | Punti      | 12 Rodriguez    |
| Massone 6       | Assist     | 3 Lewis         |
| Stumbris 9      | Rimbalzi   | 10 Cicchetti    |
| Daniele Parente | Allenatori | Franco Gramenzi |

| Arbitri: | Dori (Mirano) Pecorella (Trani) Cassinadri (Bibbiano) |

|                 |            |                      |
| McGusty 28      | Punti      | 17 Massone, Stumbris |
| Sabatini 5      | Assist     | 7 Massone            |
| Skeens 15       | Rimbalzi   | 8 Carter             |
| Stefano Salieri | Allenatori | Daniele Parente      |

#### Girone di ritorno
| Arbitri: | Capurro (Reggio Calabria) Attard (Firenze) Praticò (Reggio Calabria) |

|                |            |                  |
| Grande 25      | Punti      | 17 Romeo         |
| Chiarastella 6 | Assist     | 2 Romeo, Guaiana |
| Francis 10     | Rimbalzi   | 7 Carter         |
| Devis Cagnardi | Allenatori | Daniele Parente  |

| 4 gennaio 2022, ore 00:00 15ª giornata | Pall. Trapani | – | turno di riposo |  |

| Arbitri: | Terranova (Ferrara) Yang Yao (Vigasio) Calella (Bologna) |

|                   |            |                  |
| Stumbris 21       | Punti      | 21 Ellis         |
| Massone 8         | Assist     | 5 Ellis          |
| Carter, Massone 8 | Rimbalzi   | 7 Formenti       |
| Daniele Parente   | Allenatori | Andrea Valentini |

| Arbitri: | Caforio (Brindisi) Cappello (Porto Empedocle) Picchi (Ferentino) |

|              |            |                 |
| Potts 24     | Punti      | 17 Massone      |
| Amato 5      | Assist     | 8 Massone       |
| Hill 9       | Rimbalzi   | 8 Stumbris      |
| Davide Villa | Allenatori | Daniele Parente |

| Arbitri: | Lucotti (Binasco) Giovannetti (Rivoli) Bertuccioli (Pesaro) |

|                 |            |                 |
| Romeo 20        | Punti      | 18 Bucarelli    |
| Massone 5       | Assist     | 8 Rogić         |
| Carter 10       | Rimbalzi   | 9 Da Ros        |
| Daniele Parente | Allenatori | Romeo Sacchetti |

| Arbitri: | Nuara (Treviso) Miniati (San Giovanni Valdarno) Di Martino (Napoli) |

|                    |            |                 |
| Marini 22          | Punti      | 20 Massone      |
| Vitali 3           | Assist     | 7 Massone       |
| Marciuš 11         | Rimbalzi   | 10 Stumbris     |
| Alessandro Finelli | Allenatori | Daniele Parente |

| Arbitri: | Dori (Mirano) Gagno (Spresiano) Bartolini (Fano) |

|                 |            |                         |
| Massone 19      | Punti      | 19 Wilson               |
| Massone 4       | Assist     | 2 Wilson, Rullo, Givens |
| Stumbris 10     | Rimbalzi   | 7 Rullo, Innocenti      |
| Daniele Parente | Allenatori | Luca Bechi              |

| Arbitri: | Radaelli (Rho) Pellicani (Ronchi dei Legionari) Attard (Priolo Gargallo) |

|                     |            |                         |
| Geist 14            | Punti      | 21 Renzi                |
| Maglietti 4         | Assist     | 5 Massone, Romeo        |
| Tucker 12           | Rimbalzi   | 7 Stumbris, Tsetserukou |
| Gabriele Ceccarelli | Allenatori | Daniele Parente         |

| Arbitri: | Vita (Ancona) Tallon (Bologna) Cassina (Desio) |

|                           |            |                   |
| Romeo, Renzi 15           | Punti      | 28 Douvier        |
| Massone, Rupil, Guaiana 4 | Assist     | 4 Fanti           |
| Massone, Tsetserukou 6    | Rimbalzi   | 7 Fanti           |
| Daniele Parente           | Allenatori | Alessandro Crotti |

| Arbitri: | Masi (Firenze) Yang Yao (Vigasio) Mottola (Taranto) |

|                    |            |                 |
| Pepe 23            | Punti      | 27 Stumbris     |
| Vencato, De Vico 5 | Assist     | 8 Guaiana       |
| Guariglia, Poser 8 | Rimbalzi   | 9 Renzi         |
| Franco Ciani       | Allenatori | Daniele Parente |

| Arbitri: | Pazzaglia (Pesaro) Chersicla (Oggiono) Roiaz (Muggia) |

|                 |            |                             |
| Davis 14        | Punti      | 16 Eboua                    |
| Massone 6       | Assist     | 4 Mobio, Caroti, Alibegović |
| Tsetserukou 9   | Rimbalzi   | 8 Mobio, Pecchia            |
| Daniele Parente | Allenatori | Demis Cavina                |

| Arbitri: | Lucotti (Binasco) Puccini (Genova) De Biase (Udine) |

|                      |            |                 |
| Cleaves 19           | Punti      | 18 Romeo, Renzi |
| Cleaves, Rodríguez 3 | Assist     | 6 Romeo         |
| Cicchetti 11         | Rimbalzi   | 10 Davis        |
| Franco Gramenzi      | Allenatori | Daniele Parente |

| Arbitri: | Salustri (Roma) Nuara (Treviso) Ferretti (Nereto) |

|                 |            |                 |
| Stumbris 19     | Punti      | 19 Skeens       |
| Romeo 9         | Assist     | 5 Cesana        |
| Davis 14        | Rimbalzi   | 13 Skeens       |
| Daniele Parente | Allenatori | Stefano Salieri |

#### Seconda fase - Girone bianco

##### Girone di andata
| Arbitri: | Gagliardi (Anagni) D'Amato (Tivoli) Praticò (Reggio Calabria) |

|                  |            |                 |
| Smith 32         | Punti      | 29 Massone      |
| Zugno 5          | Assist     | 8 Massone       |
| La Torre 11      | Rimbalzi   | 11 Massone      |
| Gennaro Di Carlo | Allenatori | Daniele Parente |

| Arbitri: | Radaelli (Rho) Barbiero (Milano) Grazia (Bologna) |

|                  |            |                       |
| Romeo 18         | Punti      | 20 Tassinari          |
| Romeo, Massone 4 | Assist     | 3 Scarponi, Tassinari |
| Mollura 7        | Rimbalzi   | 12 D'almeida          |
| Daniele Parente  | Allenatori | Mattia Ferrari        |

| Arbitri: | Bartoli (Trieste) Tarascio (Priolo Gargallo) Coraggio (Sora) |

|                |            |                 |
| Possamai 22    | Punti      | 29 Massone      |
| Medford 7      | Assist     | 6 Romeo         |
| Possamai 10    | Rimbalzi   | 8 Massone       |
| Giovanni Bassi | Allenatori | Daniele Parente |

##### Girone di ritorno
| Arbitri: | Dionisi (Fabriano) Puccini (Genova) Lupelli (Aprilia) |

|                  |            |                  |
| Massone 24       | Punti      | 19 Smith         |
| Massone, Romeo 7 | Assist     | 6 Zugno          |
| Davis 8          | Rimbalzi   | 11 La Torre      |
| Daniele Parente  | Allenatori | Gennaro Di Carlo |

| Arbitri: | Masi (Firenze) Pellicani (Ronchi dei Legionari) Caruso (Milano) |

|                      |            |                 |
| Johnson 24           | Punti      | 15 Massone      |
| Tassinari 5          | Assist     | 5 Massone       |
| Masciadri, Anumba 12 | Rimbalzi   | 10 Davis        |
| Mattia Ferrari       | Allenatori | Daniele Parente |

| Arbitri: | Capurro (Reggio Calabria) Perocco (Ponzano Veneto) Longobucco (Ciampino) |

|                  |            |                   |
| Mollura 19       | Punti      | 21 Utomi          |
| Massone, Romeo 6 | Assist     | 4 Bolpin, Medford |
| Massone 10       | Rimbalzi   | 7 Bolpin, Ikangi  |
| Daniele Parente  | Allenatori | Giovanni Bassi    |

### Supercoppa LNP

#### Girone Giallo
| Arbitri: | Paternicò (Piazza Armerina) Giordano (Gela) Nicolini (Bagheria) |

|                 |            |                 |
| Jenkins 19      | Punti      | 13 Grande       |
| Massone 4       | Assist     | 3 Grande, Marfo |
| Massone 7       | Rimbalzi   | 8 Marfo         |
| Daniele Parente | Allenatori | Devis Cagnardi  |

| Arbitri: | Gagliardi (Anagni) Lupelli (Aprilia) Andrea Coraggio (Sora) |

|                       |            |                           |
| Rullo 21              | Punti      | 15 Romeo                  |
| Visintin, Innocenti 2 | Assist     | 2 Mollura, Jenkins, Dieng |
| Nazione 5             | Rimbalzi   | 8 Romeo                   |
| Luca Bechi            | Allenatori | Daniele Parente           |

#### Classifica Girone Giallo
| Pos | Squadra             | G | V | P | PF  | PS  | DP  | Pt | Qualificazione                    |
| --- | ------------------- | - | - | - | --- | --- | --- | -- | --------------------------------- |
| 1   | Pall. Trapani       | 2 | 1 | 1 | 118 | 109 | +9  | 2  | Qualificata                       |
| 2   | Stella Azzurra      | 2 | 1 | 1 | 133 | 130 | +3  | 2  | Qualificata come migliore seconda |
| 3   | Fortitudo Agrigento | 2 | 1 | 1 | 122 | 134 | −12 | 2  |                                   |

#### Quarti di finale
| Arbitri: | Cappello (Porto Empedocle) Tarascio (Priolo Gargallo) Attard (Priolo Gargallo) |

|                    |            |                   |
| Mollura 18         | Punti      | 20 Baldi Rossi    |
| Jenkins, Massone 5 | Assist     | 7 Rogić           |
| Mollura 7          | Rimbalzi   | 5 Bucarelli, Hunt |
| Daniele Parente    | Allenatori | Romeo Sacchetti   |